# Аслан, Реза
Реза Аслан (англ. Reza Aslan, перс. رضا اصلان‎; род. 3 мая 1972, Тегеран, Иран) — американский писатель персидского происхождения, публицист, религиовед, продюсер и телеведущий. Написал три книги о религии: «Нет бога, кроме Бога. Истоки, эволюция и будущее ислама», «За рамками фундаментализма: противостояние религиозному экстремизму в эпоху глобализации» и «Zealot. Иисус: биография фанатика». Является членом Американской академии религии, Общества библейской литературы и Международной ассоциации изучения Корана. Профессор творческого письма в Калифорнийском университете в Риверсайде. Член правления Национального ирано-американского совета (NIAC).

## Биография
Семья Аслана приехала в Соединенные Штаты из Тегерана в 1979 году, спасаясь от иранской революции. Детство прошло в районе залива Сан-Франциско. В 1990 году окончил среднюю школу Дель Мар в Сан-Хосе. В начале 1990-х начал преподавать в старшей школе De La Salle в Конкорде, штат Калифорния.
Получил степень бакалавра в области религиоведения в Университете Санта-Клары, магистра богословских исследований (MTS) Гарвардской богословской школы, магистра искусств (MFA) в области художественной литературы из факультета писателей Университета Айовы и доктора философии по социологии из Калифорнийского университета в Санта-Барбаре. В его диссертации 2009 года, озаглавленной «Глобальный джихадизм как транснациональное социальное движение: теоретическая основа», обсуждалась современная политическая активность мусульман.
В августе 2000 года, работая в качестве стипендиата Трумэна Капоте на семинаре писателей штата Айова, Аслан посещал факультет исламских и ближневосточных исследований в университете Айовы.
Был почетным приглашенным профессором Валлерстайна в Центре религиоведения, культуры и конфликтов Университета Дрю в 2012-13 годах.
Старший научный сотрудник Совета по международным отношениям с 2012 по 2013 год, также является сотрудником гуманитарного института Лос-Анджелеса, и Тихоокеанского совета по международной политике. Работал в качестве помощника по законодательным вопросам в Комитете друзей по национальному законодательству в Вашингтоне, округ Колумбия, и был избран председателем Гарвардского отделения Всемирной конференции религий за мир. Также входит в совет директоров Фонда Плауширов, который предоставляет гранты по вопросам мира и безопасности, PEN Center USA, адвокатской группы писателей, и он входит в национальный консультативный совет The Markaz (ранее Левантийский культурный центр) программа содействия миру между американцами и арабским / мусульманским миром. Входит в совет попечителей Чикагской теологической семинарии и в консультативный совет Йельского гуманистического сообщества.

### Религиозные взгляды
Родился в семье мусульман-шиитов. Принял евангельское христианство в возрасте 15 лет, но «вернулся» к исламу перед поступлением в Гарвард. В 2005 году газета The Guardian назвала его «шиитом по убеждению». В 2013 году в интервью с ведущим WNYC Брайаном Лерером Аслан сказал: «Я определённо мусульманин, и суфизм — это та традиция в исламе, которой я больше всего придерживаюсь». Также провозглашает себя «искренне преданным учеником Иисуса из Назарета». В статье 2013 года в газете The Washington Post Аслан заявляет: «Я не мыслю [категориями], что ислам „верен“, а христианство „неверно“. Дело в том, что все религии являются не чем иным, как языком, состоящим из символов и метафор, чтобы помочь человеку объяснить веру». В 2014 году в интервью Дженк Уйгур из The Young Turks Аслан описал ислам как: 
…искусственный институт. Это набор символов и метафор, по сути — язык, на котором можно выразить то, что невыразимо, и это невыразимое — вера. [Это символы и метафоры, которые предпочитаю я, но это не более правильно или более неправильно, чем любые другие символы и метафоры. Это язык, вот и все.

## Деятельность

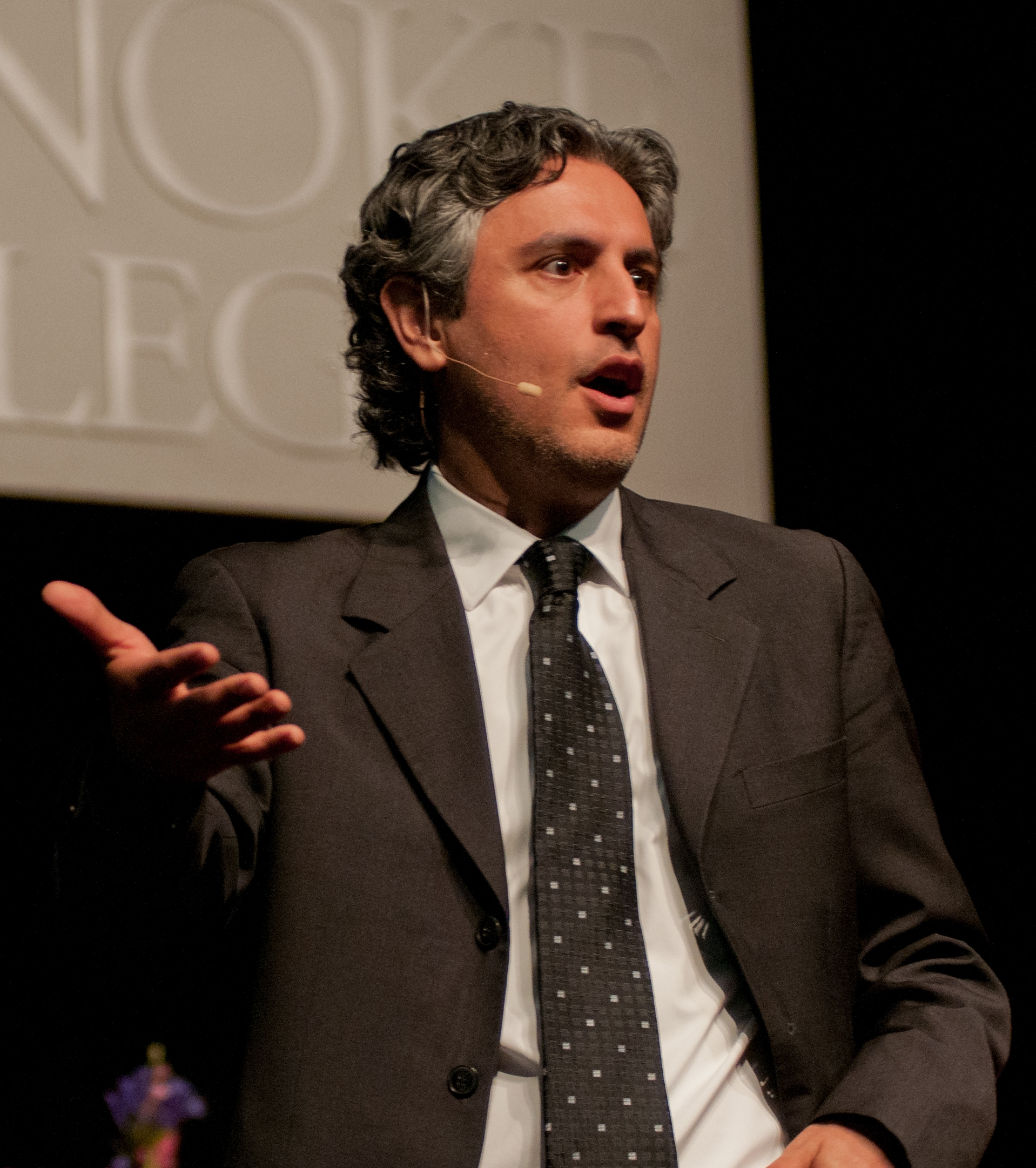
Аслан на выступлении в колледже Роанок, 18 апреля 2012 г.

### Публикации
Опубликовал три книги, отредактировал два сборника и часто пишет для разных СМИ.

#### Книги

##### «Нет бога, кроме Бога: истоки, эволюция и будущее ислама»
«Нет бога, кроме Бога: истоки, эволюция и будущее ислама» — это научно-популярная книга, опубликованная в 2005 году. Описывает историю ислама и аргументирует либеральное толкование религии. Оспаривая тезис «столкновения цивилизаций» и в нынешних противоречиях внутри ислама он обвиняет западный империализм и корыстные неверные истолкования исламского права учеными.

##### «Как выиграть космическую войну»
В 2009 году была опубликована вторая книга «Как победить в космической войне: Бог, глобализация и конец террора». Была переиздана в следующем году под названием «За гранью фундаментализма: противостояние религиозному экстремизму в эпоху глобализации». Книга представляет собой углубленное исследование идеологии, питающей Аль-Каиду, талибов и их единомышленников в мусульманском мире, и исследование религиозного насилия в иудаизме, христианстве и исламе. Автор утверждает, что Соединённые Штаты, наполняя войну с террором своей религиозной поляризационной риторикой, ведут подобную войну — войну, которую он утверждает, победить невозможно.
Аслан называет джихад Аль-Каиды против Запада «космической войной», отличной от священной войны, в которой конкурирующие религиозные группы ведут земную битву за материальные цели. «Космическая война подобна ритуальной драме, в которой участники разыгрывают на Земле битву, которая, по их мнению, на самом деле происходит на небесах». Американская риторика о «войне с терроризмом», по словам Аслана, находится в точном «космическом дуализме» по отношению к джихаду «Аль-Каиды». Аслан проводит различие между исламизмом и джихадизмом. У исламистов есть законные цели, и с ними можно договориться, в отличие от джихадистов, которые мечтают об идеализированном прошлом панисламского безграничного «религиозного коммунизма». Рецепт Аслана для победы в космической войне заключается не в борьбе, а в том, чтобы вовлечь умеренные исламские политические силы в демократический процесс. «На всем Ближнем Востоке, когда умеренным исламистским партиям было разрешено участвовать в политическом процессе, общественная поддержка экстремистских группировок уменьшалась».
The New Yorker назвал книгу «вдумчивым анализом войны Америки с террором». The Washington Post добавила, что книга «предлагает очень убедительный аргумент в пользу лучшего способа противодействия джихадизму».

##### «Zealot. Иисус: биография фанатика»
В 2013 году опубликовал «Zealot. Иисус: биография фанатика», исторический рассказ о жизни Иисуса, в котором анализируются различные религиозные взгляды на Иисуса, а также историю христианства. В книге автор утверждает, что Иисус был политическим, мятежным и эсхатологическим (конца времён) евреем, чье провозглашение грядущего Царства Божьего было призывом к смене режима, которое положит конец римской гегемонии над Иудеей и положит конец коррумпированному и репрессивному аристократическому священству.

#### Другие публикации
Писал статьи для The Daily Beast, Los Angeles Times, The New York Times и The Washington Post, Slate, The Boston Globe, The Guardian, The Nation и Christian Science Monitor и других.

### Работа редактором
«Планшет и ручка: литературные пейзажи с современного Ближнего Востока», сборник, отредактированный и изданный Асланом в 2011 году. В сотрудничестве с журналом Words Without Borders Аслан работал с командой из трех региональных редакторов и семидесяти семи переводчиков, собрав в коллекции около 200 произведений, первоначально написанных на арабском, персидском, урду и турецком языках, многие из которых были представлены на английском языке впервые.
«Мусульмане и евреи в Америке: общие черты, разногласия и сложности» (2011), сборник составленный совместно с основателем Abraham’s Vision Аароном Дж. Таппером. Представляет собой сборник очерков, посвященных современным еврейско-мусульманским отношениям в Соединённых Штатах и различным способам, с помощью которых эти две общины взаимодействуют друг с другом.

### Предпринимательство

#### Aslan Media
Основал Aslan Media, медиа-платформу, предлагающую альтернативное освещение событий на Ближнем Востоке и его крупнейших диаспор в других странах.

#### BoomGen Studios
В 2006 году вместе с иранско-американским кинематографистом и продюсером Махьядом Туси создал BoomGen Studios — студию и продюсерскую компанию, для производства документальных фильмов о Ближнем Востоке для США.

##### «Цари и пророки»
Участвовал в качестве исполнительного продюсера в производстве сериала «Цари и пророки».

## Личная жизнь
Джессика Джекли — супруга (с 2011 года), предприниматель и писательница. Трое сыновей.
Лейла Форухар — тетя, ирано-американская поп-певица.